# Lingua gagauza
La lingua gagauza o gagausa (nome nativo: gagauz dili, in cirillico: гагауз дили) è una lingua turca parlata in Moldavia, nell'entità autonoma della Gagauzia.

## Distribuzione geografica
La lingua è parlata dai gagauzi, un gruppo etnico stanziato principalmente in Gagauzia, in Moldavia, ma presente anche in Bulgaria, Kazakistan, Romania e Ucraina. Si stimano circa 200.000 locutori.

### Lingua ufficiale
La lingua gagauza è una delle lingue ufficiali della Gagauzia.

## Classificazione
Secondo Ethnologue, la classificazione completa della lingua gagauza è la seguente:
- Lingue altaiche
  - Lingue turche
    - Lingue turche meridionali
      - Lingua gagauza

## Sistema di scrittura
A seconda dei paesi e delle epoche storiche, per la scrittura del gagauzo sono stati utilizzati l'alfabeto cirillico, l'alfabeto greco e l'alfabeto latino.
Attualmente, in Gagauzia si utilizza l'alfabeto gagauzo.